# Gaby De Geyter
Gabriel (Gaby) De Geyter (6 januari 1948) is een voormalige Belgische atleet, die gespecialiseerd was in de sprint. Hij nam eenmaal deel aan de Europese kampioenschappen en veroverde twee Belgische titels.

## Biografie
De Geyter werd in 1970 Belgisch kampioen op de 400 m. Hij nam het jaar nadien op de 4 x 400 m deel aan de Europese kampioenschappen in Helsinki. Hij werd uitgeschakeld in de series. In 1972 volgde een tweede Belgische titel.

### Clubs
De Geyter was aangesloten bij KAA Gent.

## Belgische kampioenschappen
| Onderdeel | Jaar       |
| --------- | ---------- |
| 400 m     | 1970, 1972 |

## Persoonlijke records
| Onderdeel | Prestatie | Datum           | Plaats  |
| --------- | --------- | --------------- | ------- |
| 400 m     | 47,0 s    | 6 augustus 1972 | Brussel |

## Palmares

### 400 m
- 1970:  BK AC – 48,5 s
- 1972:  BK AC – 47,0 s

### 4 x 400 m
- 1971: 5e in serie EK in Helsinki – 3.07,8